# 東部・中部アフリカサッカー協会評議会

CECAFA加盟国

東部・中部アフリカサッカー協会評議会（とうぶ・ちゅうぶアフリカサッカーきょうかいひょうぎかい、英: Council for East and Central Africa Football Associations）は、アフリカサッカー連盟(CAF)の東部・中部ゾーン(CAFゾーン5)に属している東アフリカ、中部アフリカの国々のサッカー連盟（協会）によって構成されるサッカーの組織団体である。略称はCECAFA。ナショナルチーム同士が戦うCECAFAカップなどを主催している。

## 管轄大会
- CECAFAカップ
- CECAFA U-20選手権（英語版）
- CECAFA U-17選手権（英語版）
- カガメ・インタークラブ・カップ（英語版）

## 加盟国
| 国         | 連盟                   | 加盟年 |
| ---------- | ---------------------- | ------ |
| ケニア     | ケニアサッカー連盟     | 1973年 |
| ソマリア   | ソマリアサッカー連盟   | 1973年 |
| タンザニア | タンザニアサッカー連盟 | 1973年 |
| ウガンダ   | ウガンダサッカー連盟   | 1973年 |
| ザンジバル | ザンジバルサッカー協会 | 1973年 |
| スーダン   | スーダンサッカー協会   | 1975年 |
| エチオピア | エチオピアサッカー連盟 | 1983年 |
| エリトリア | エリトリアサッカー連盟 | 1994年 |
| ジブチ     | ジブチサッカー連盟     | 1994年 |
| ルワンダ   | ルワンダサッカー連盟   | 1995年 |
| ブルンジ   | ブルンジサッカー連盟   | 1998年 |
| 南スーダン | 南スーダンサッカー協会 | 2012年 |